# Шпалери (садово-паркові)

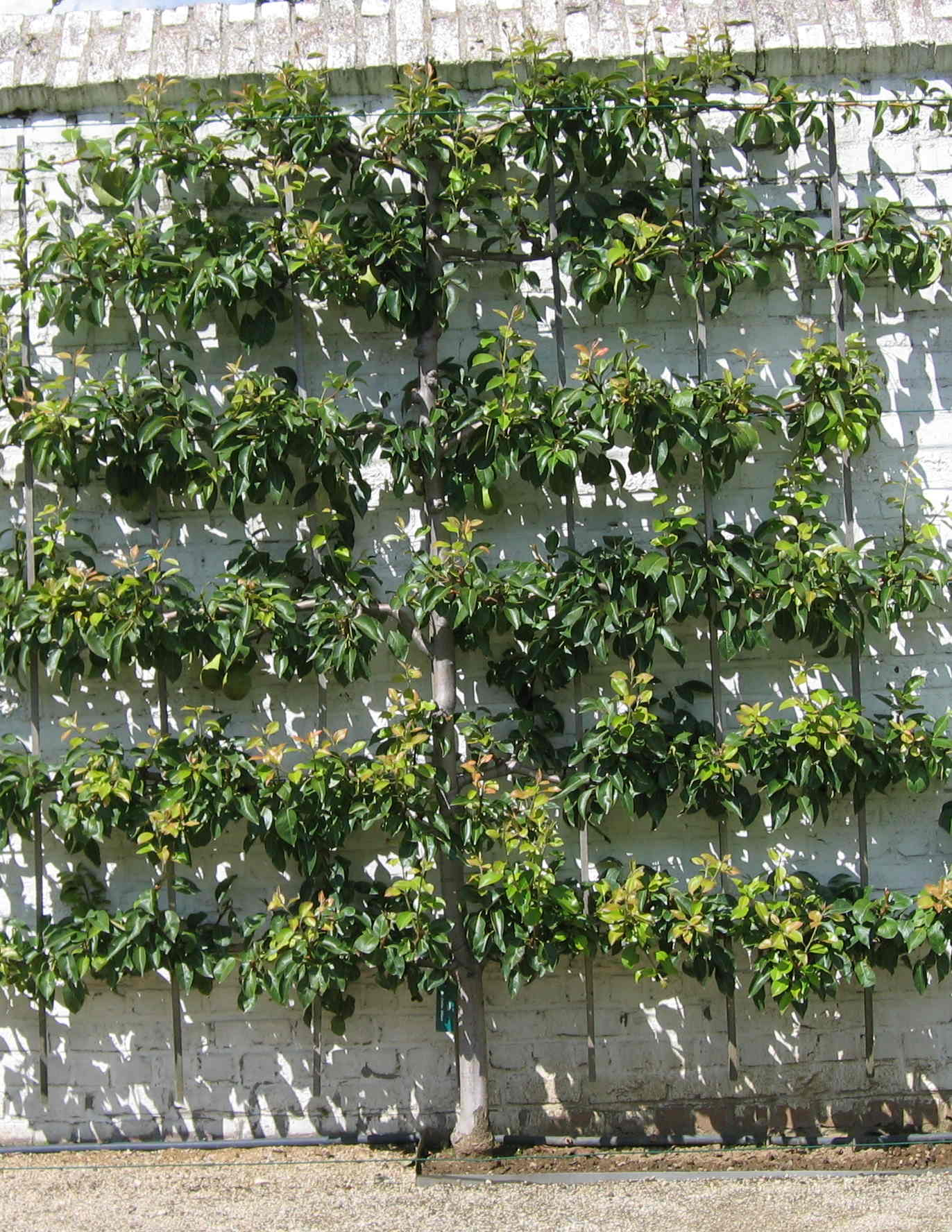
Горизонтальна шпалера

Шпале́ри (через пол. szpaler і нім. Spalier від італ. spalliera) — конструкції, до яких кріплять дерева або кущі, щоб надати їм певної форми. Являють собою спеціальні штахети або натягнутий на кілки дріт. Використовують шпалери або для декоративної мети, або для підвищення врожайності фруктових дерев та кущів.
Шпалерами називають і ряди дерев або кущів з обох боків шляху чи стежки.

## Використання в сільському господарстві
Переваги, які надає використання шпалер при вирощуванні сільськогосподарських (зазвичай, фруктових) рослин:
- Можливість більш щільного висадження рослин (для економії сільськогосподарських площ);
- Можливість надання рослинам «правильної» форми, тобто форми при якій рослини мають максимальну врожайність.

## Історія
Слово "еспальє" французьке, походить від італійського spalliera, що означає "щось, на що можна спертися плечем (spalla)". У 17 столітті це слово спочатку означало лише власне шпалеру або каркас, на якому рослина навчалася рости, але з часом воно стало використовуватися для опису як самої практики, так і самих рослин.
Еспальє як техніка, здається, бере свій початок від стародавніх римлян. У Середньовіччі європейці перетворили її на мистецтво. У Європі цю практику широко використовували для вирощування фруктів у стінах типового замкового двору, не заважаючи відкритому простору, а також для декорування суцільних стін, висаджуючи біля них плескаті дерева. Виноградарі використовували цю техніку для вирощування винограду протягом сотень, а можливо, навіть тисяч років.

## Використання в садово-парковій архітектурі
Шпалери — важливий елемент садово-паркового мистецтва. Вони, зокрема, виконують такі функції:
- Вони можуть естетично відокремлювати різні функціональні зони парку чи саду;
- За допомогою шпалер можна «маскувати» естетично непривабливі об'єкти (наприклад, технічні споруди);
- Можуть виконувати загороджувальну функцію (як живопліт).